# سد خالد بن عبد الله القسري
سد خالد بن عبد الله القسري أحد سدود مكة المكرمة التاريخية، ويعرف بـ"سد الثقبة" أيضاً.

## تاريخ السد
سد خالد القسري أو ما يعرف بـ سد الثقبة، شيد من حجارة ضخمة يقع على مفيض شعب من الجهة الشمالية تحت جبل ثبير غيناء، وهو أحد سدين أمويين كانا طوال أكثر من 1300 عام يحجزان سيول الأمطار وفيضانها على وادي ابراهيم، حماية للمسجد الحرام الذي يبعد نحو 10 كلم عن موقعهما.
كتب سليمان بن عبد الملك بن مروان إلى خالد بن عبدالله القسري حيث قال له: "أن أجر لي عيناً، تخرج من الثقبة، من مائها العذب الزلال، حتى يظهر بين زمزم والركن الأسود". فعمل خالد بن عبدالله القسري البركة التي بفم الثقبة، ويقال لها بركة القسري، أو بركة البردى ببئر ميمون، فعملها بحجارة منقوشة طوالٍ، واحكمها، ثم شق لها عيناً تصب فيها من الثقبة، وبنى سد الثقبة، ثم شق من هذه البركة عيناً تجري إلى السجد الحرام.

## الوصف
سد متهدم، ولم يتبق منه إلا أساسات جدرانه بارتفاع نحو 1.5 متر٬ وسمكه نحو 3 متر٬ وطوله 90 متر تقريبًا. بناه خالد بن عبد الله القسري الذي كان واليًا على مكة المكرمة في عهود الخلفاء الأمويين عبد الملك بن مروان٬ وابنيه الوليد بن عبد الملك وسليمان بن عبد الملك.